# Espiens
Espiens település Franciaországban, Lot-et-Garonne megyében. Lakosainak száma 358 fő (2022. január 1.). Espiens Bruch, Calignac, Feugarolles, Lavardac, Montagnac-sur-Auvignon, Montesquieu és Nérac községekkel határos.

## Népesség
A település népességének változása:
| Lakosok száma | 361  | 318  | 318  | 371  | 391  | 382  | 374  | 366  | 363  | 358  |
|               | 1968 | 1982 | 1990 | 2006 | 2013 | 2015 | 2017 | 2019 | 2020 | 2022 |